# 塔列戈德塞拉托
塔列戈德塞拉托，是西班牙卡斯蒂利亚-莱昂帕伦西亚省的一个市镇。 总面积21平方公里，总人口557人（2001年），人口密度27人/平方公里。